# Beth Orton

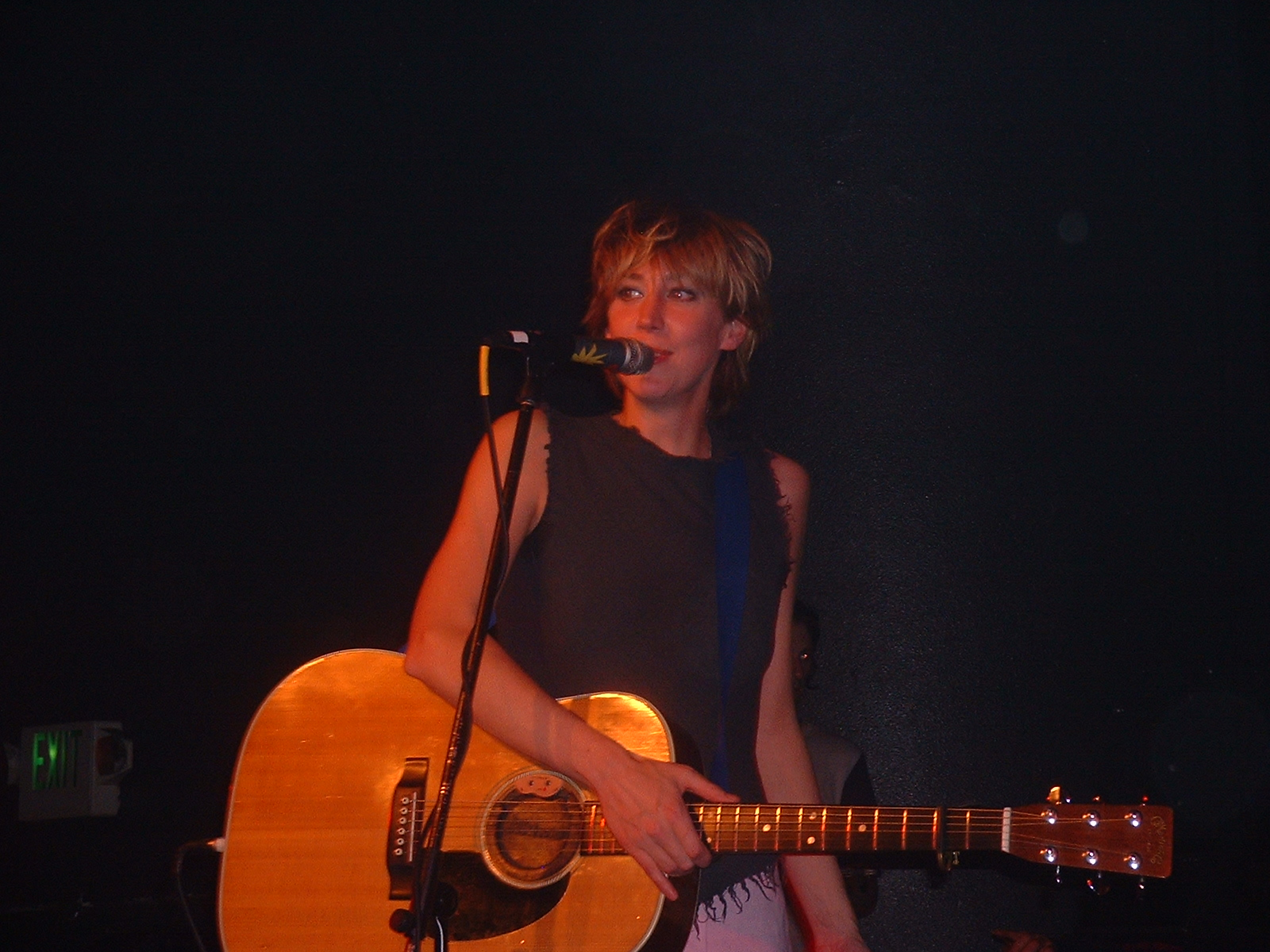
Beth Orton.

Elizabeth Caroline Orton (Dereham, Inglaterra, 14 de dezembro de 1970), mais conhecida como Beth Orton, é uma cantora e compositora inglesa, vencedora de um BRIT Award. 
Ela é conhecida por seu estilo folktronica, que mistura música folk e eletrônica, e foi inicialmente reconhecida por suas colaborações com William Orbit e Chemical Brothers em meados dos anos 90, mas essas não foram suas primeiras gravações. 
Ela lançou um álbum solo, Superpinkymandy, em 1993. Uma vez que foi lançado somente no Japão, passou despercebido junto do público internacional. Seu segundo disco solo, Trailer Park, recebeu muitos elogios da crítica em 1996. Com o lançamento dos álbuns Central Reservation em 1999 e Daybreaker em 2001, que chegou ao Top 10 no Reino Unido, Beth ganhou fãs devotados. No álbum de 2006, Comfort of Strangers, ela lançou um trabalho mais baseado no folk e mais distante da música eletrônica dos seus trabalhos anteriores.
Filmes e seriados americanos como Felicity e Vanilla Sky utilizaram suas músicas e apresentaram-na a um público maior nos Estados Unidos. Após 10 anos, a popularidade e reconhecimento que ela atingiu no Reino Unido finalmente atingiram os Estados Unidos.

## Discografia
Álbuns de estúdio
- SuperPinkyMandy (1993)
- Trailer Park (1996)
- Central Reservation (1999)
- Daybreaker (2002)
- Comfort of Strangers (2006)